# 朝日新聞大阪本社
座標: 北緯34度41分36.7秒 東経135度29分48.3秒 / 北緯34.693528度 東経135.496750度

朝日新聞大阪本社の社旗

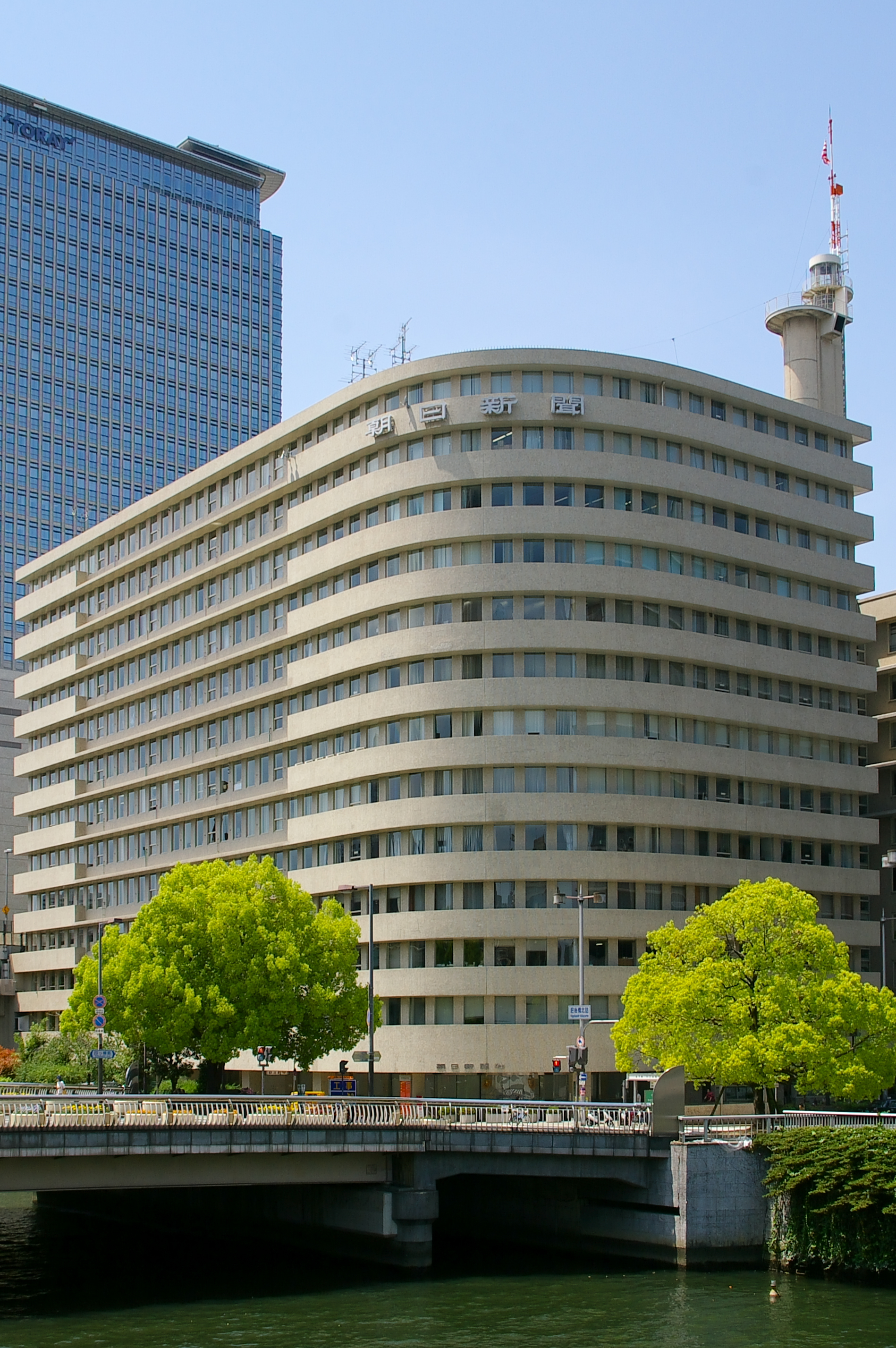
旧・朝日新聞大阪本社ビル
（2013年に解体）

朝日新聞大阪本社（あさひしんぶんおおさかほんしゃ）は、京阪神を中心とした近畿地方（三重県の伊賀・東紀州を含む）及び中国地方（山口県を除く）・四国地方・北陸地方に於いて朝日新聞を印刷・発行する朝日新聞社の地域拠点であり、登記上の本店所在地。大阪朝日新聞を前身とする。

## 概要
朝日新聞社は産経新聞社・毎日新聞社などとともに大阪発祥の新聞社であり、現在も登記上の本店は大阪本社である（本社は東京に置いている）。取材拠点として「社会部大阪版」を擁し、他の地域本社とは一線を画する取材体制を持つ。東京本社による新聞発行が不可能となった場合（地震や火災、戦災などの有事の際）には、その業務を引き受けるバックアップ機能的な側面もある。夕刊も発行する「セット版」は近畿2府4県の全域のみ。他の地域（三重県伊賀・東紀州を含む）は朝刊のみの「統合版」である。
なお、富山県の版については1989年（平成元年）8月までは他の北陸地方と同じく大阪本社で編集・発行したが、読者に対する調査で、「東京志向が強い」として、同9月から東京本社で編集・発行（印刷は名古屋本社から行い、そこからトラック輸送する）という体裁が取られ、同9月1日には社告と特集が掲載されたが、合理化の一環で2011年4月1日から中日新聞北陸本社（北陸中日新聞発行元）の金沢市の工場で印刷されることが決まり、22年半ぶりに大阪管轄となった。大阪管轄に戻ったその日は特に特集は組まず「一部の特集や連載記事で体裁や連載回数が異なります。ご了承下さい」と書かれた程度だった。同じ北陸の石川県・福井県はこの期間も大阪発行のものを京都市の工場で印刷したものを届けたが、今回の機構変更で、石川県については富山と同じく金沢の北陸中日工場から委託印刷されたもの、福井県は従来同様京都市の自社工場で印刷したものを届けている。

## 沿革
- 1879年（明治12年）

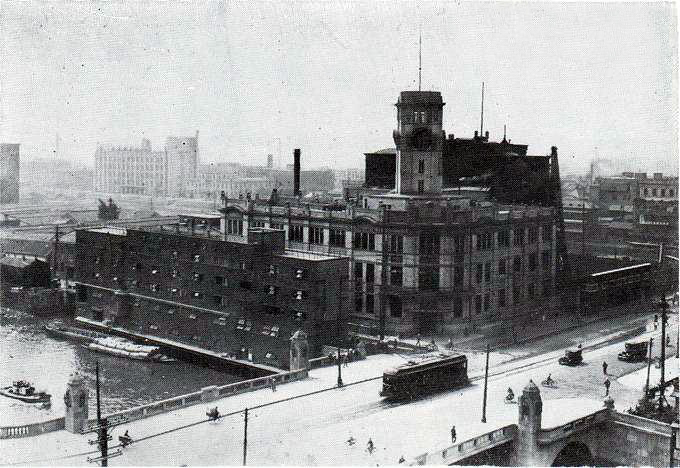
昭和初期の朝日新聞大阪本社

  - 1月8日 - 大阪において「朝日新聞社」創立。
  - 1月25日 - 『朝日新聞』創刊。
- 1888年（明治21年）7月10日 - 東京に進出して『東京朝日新聞』を創刊し、従来の本社は「大阪本社」となる。
- 1889年（明治22年）1月3日 - 大阪の朝日新聞が『大阪朝日新聞』に改題。
- 1895年（明治28年）10月 - 大阪本社を村山合名大阪朝日新聞会社に改組。
- 1908年（明治41年）10月1日 - 大阪および東京の新聞社が合併し、朝日新聞合資会社に改組。
- 1915年（大正4年）
  - 8月18日 - 大阪本社が第1回全国中等学校優勝野球大会（現・全国高等学校野球選手権大会）を開催。
  - 10月10日 - 大阪朝日新聞が夕刊の発行を開始[2]。
- 1919年（大正8年）7月31日 - 株式会社朝日新聞社に改組されるが[3]、登記上の本店は引き続き大阪本社に置かれる[4]。
- 1923年（大正12年）1月11日 - 東京・大阪間に定期航空路（貨物輸送）を就航[5]。
- 1931年（昭和6年）10月25日 - 大阪朝日ビル竣工
- 1940年（昭和15年）1月1日 - 東西の題字を『朝日新聞』に統一。
- 1947年（昭和22年）6月6日 - 昭和天皇が大阪本社に行幸（昭和天皇の戦後巡幸）[6]。
- 1951年（昭和26年）11月11日 - 朝日放送（ABC、現・朝日放送ラジオ）開局。
- 1956年（昭和31年）12月1日 - 大阪本社、朝日放送、毎日新聞社、新日本放送（後の毎日放送。現・MBSメディアホールディングス）などとの共同資本による大阪テレビ放送（OTV、現・朝日放送テレビ）開局。OTVは1959年（昭和34年）6月1日に朝日放送と合併。
- 1966年（昭和41年）8月31日 - 大阪本社で伝書鳩廃止（朝日新聞全社から伝書鳩が廃止される）[7]。
- 1968年（昭和43年）10月1日 - 朝日新聞ビル竣工
- 1979年（昭和54年）1月25日 ‐ 大阪本社版の創刊100周年。
- 1987年（昭和62年）5月3日 - 兵庫県西宮市の阪神支局で記者殺傷事件が発生し、「赤報隊」と名乗る者から犯行声明がなされる。
- 1988年（昭和63年）6月11日 - この日、大阪本社を最後に鉛活字による新聞制作が終了し、コンピュータ製作に移行[8]。
- 1989年（平成元年）9月 - 輸送上の問題により、富山県の管轄が大阪本社から東京本社に変更される。
- 2007年（平成19年）4月2日 - 大阪本社のビル3棟（朝日新聞社と朝日ビルディングが所有）を建て替える「大阪中之島プロジェクト」を発表[9]。
- 2008年（平成20年）3月31日 - 島根県西部（石見地方）の管轄が西部本社から大阪本社に変更される。
- 2011年（平成23年）4月1日 - 富山県の管轄が21年半ぶりに大阪本社に戻る（中日新聞社との協定に伴い、石川県金沢市の中日新聞北陸本社・幸工場での受託印刷開始に伴うもの）。
- 2013年（平成25年）1月1日 - 本社機能が大阪市北区中之島2丁目3-18の中之島フェスティバルタワー東館に移転。
- 2014年（平成26年）8月20日 - 同社豊中支局で看板や駐車場に停車している車に傷を付けられる事件が発生。8月に掲載された慰安婦問題の報道に対する嫌がらせの疑い[10]があるとみて調べている。
- 2015年（平成27年）10月10日 - 大阪本社の夕刊発行100周年。

## 組織
大阪本社
- 大阪府大阪市北区中之島2-3-18 中之島フェスティバルタワー東館　〒530-8211

対象エリア
- 富山県、石川県、福井県、三重県伊賀市・名張市・熊野市・南牟婁郡、近畿地方、岡山県、鳥取県、島根県、広島県、四国

総局
- 富山、金沢、福井、大津、京都、大阪、神戸、奈良、和歌山、鳥取、松江、岡山、広島、徳島、高松、松山、高知

支局
※主要地域のみ記載。
- 高岡、七尾、敦賀、伊賀、名張、彦根、近江八幡、長浜、舞鶴、宇治・学研都市、福知山、堺、東大阪、豊中、枚方、高槻、吹田、阪神、姫路、明石、加古川、洲本、豊岡、橿原、紀南、新宮、有田、米子、浜田、倉敷、津山、福山、呉、尾道、三原、東広島、鳴門、丸亀、八幡浜、宇和島、四万十

印刷工場
- 大阪府大阪市福島区（トッパンメディアプリンテック関西 朝日新聞社と凸版印刷、日刊スポーツ新聞西日本と共同　阪神間と徳島県向け）
- 大阪府堺市中区（朝日プリンテック堺工場　奈良新聞も受託印刷　大阪府南部、奈良県、和歌山県、三重県の一部向け）
- 京都府京都市伏見区（トーシ・プリンティングサービス　日本経済新聞の京都府向け新聞も受託印刷　京都府、滋賀県、福井県向け）
- 兵庫県西宮市（朝日プリンテック西宮工場　兵庫県向け）
- 石川県金沢市（中日新聞社幸工場　富山県、石川県向け委託印刷）
- 広島県廿日市市（中国新聞社広島工場〔広島ちゅーぴーパーク〕）※ 大阪本社が管轄する中国地方全域（山口県以外の4県）と西部本社管轄の山口東部版を印刷（日刊スポーツ西日本は山口県東部にも大阪本社制作の中国・四国地方版を印刷）[注 3]
- 香川県坂出市（読売新聞大阪本社坂出工場〔メディアプレス瀬戸内〕　徳島県を除く四国向け委託印刷）

（2013年1月1日現在）

## 地域版

### 近畿地方（三重県含む）
大阪府
- 大阪市内
- 大阪東部
- 北摂
- 河内
- 堺・泉州

兵庫県
- 神戸
- 阪神
- 明石・三木
- 東播磨
- 姫路
- 播磨
- 三田・丹波
- 但馬
- 淡路

京都府
- 京都市内・山城
- 両丹

三重県
- 伊賀
- 熊野

その他の県
- 滋賀
- 奈良
- 和歌山

### 中四国・北陸地方
広島県
- 広島
- 備後

その他の県
- 富山
- 石川
- 福井
- 鳥取
- 島根
- 岡山
- 徳島
- 香川
- 愛媛
- 高知

## 番組表の収録局
東京本社管轄で関東地方および山梨県で発行されている版では地デジのリモコンキーID順に変更されているが、大阪本社管轄の近畿地方で発行されている版ではアナログ放送のチャンネル番号順のままとなっている。その他の新聞各紙（読売・毎日・産経）の大阪版、大阪日日などの近畿圏の地方紙も、アナログ放送のチャンネル番号順のままとなっている。但し、日経は地デジのリモコンキーID順となっている。それ以外の地方で発行されている版については、東京本社管轄の地方で発行されている版同様、テレビ朝日系列局がNHK Eテレの右隣に掲載されている（伊賀版・およびテレ朝系の系列局がない富山県・福井県・山陰・高知県を除く）。
NHK Eテレのデジタル放送マルチ編成は番組表末尾に掲載されている（各版共通）
AMラジオはNHK２波のみハーフサイズで、それ以外と短波はクォーターサイズ〔但し一部例外あり）。FMラジオは全てハーフサイズ。大阪版のラジオ周波数は各局ごとで局名カットに掲載（原則として親局のみであるが、一部親局以外の周波数を載せている局もある）。
1990年代の一時期、NHKの衛星放送第1・第2の中間に、各地域の収録局ごと（一部を除く）に電話番号を掲載するスペースがあった。現在は全局、放送局名カット下段部分に載せてある。
また、他の本社発行分では一時期最終面のテレビ番組表内に天気予報が掲載されていた（2011年4月以後は各本社対象発行地域分が1頁題字左横、その他は社会面　主要連載記事目次は注目記事目次の下）が、大阪本社版に限ってはスペースの関係上、一貫して最終頁ではなく1頁（注目記事目次の下。週間天気は社会面。題字横は主要連載記事目次。2019年4月1日から、東京など他の本社同様に、題字横に天気が掲載されている）に収録されている。2023年4月1日から、天気予報がテレビ番組表内に掲載。これに伴い、大阪府を除く府県では掲載局が一局減ることや地域によっては隣県局のサイズを縮小することになった。
2023年11月6日からNHK・民放のBS（衛星放送）は東京本社と同じデザインを使っている。

### 朝刊

#### 大阪府・兵庫県・京都府
最終面・テレビ面
- フルサイズ：NHKテレビ、NHK Eテレ、MBSテレビ、ABCテレビ、カンテレ、読売テレビ、テレビ大阪
- ハーフサイズ：サンテレビ、京都テレビ

中面・第2テレビ面
- ハーフサイズ（地上波）：びわ湖テレビ、奈良テレビ、テレビ和歌山、RSKテレビ

中面・ラジオ面
- AM：朝日 ABCラジオ、Mラジ MBS、大阪 OBC、京都 KBS、関西 CRK、和歌山 WBS、四国 JRT、CBCラジオ CBC
- FM：FM大阪、FM802、Kiss FM、α-Station、e-radio、FM COCOLO、FM徳島

#### 兵庫県（姫路、播磨、淡路島など）
最終面・テレビ面
- フルサイズ：NHKテレビ、NHK Eテレ、MBSテレビ、ABCテレビ、カンテレ、読売テレビ、サンテレビ
- ハーフサイズ（地上波）：テレビ大阪、京都テレビ

中面・第2テレビ面
- ハーフサイズ：RSKテレビ、BSSテレビ、びわ湖テレビ、日本海テレビ

中面・ラジオ面
- AM：朝日 ABCラジオ、Mラジ MBS、関西 CRK、大阪 OBC、京都 KBS、山陽 RSK、山陰 BSS、四国 JRT
- FM：Kiss FM、FM大阪、FM802、α-Station、FM岡山、FM徳島、FM COCOLO

#### 滋賀県
最終面・テレビ面
- フルサイズ：NHKテレビ、NHK Eテレ、MBSテレビ、ABCテレビ、カンテレ、読売テレビ、京都テレビ
- ハーフサイズ（地上波）：びわ湖テレビ、テレビ大阪

中面・第2テレビ面
- ハーフサイズ：奈良テレビ、サンテレビ、中京テレビ、三重テレビ

中面・ラジオ面
- AM：朝日 ABCラジオ、Mラジ MBS、京都 KBS、大阪 OBC、関西 CRK、福井 FBC、CBCラジオ CBC、和歌山 WBS
- FM：α-Station、FM大阪、FM802、Kiss FM、e-radio、FM福井、FM COCOLO

#### 奈良県
最終面・テレビ面
- フルサイズ：NHKテレビ、NHK Eテレ、MBSテレビ、ABCテレビ、カンテレ、読売テレビ、テレビ大阪
- ハーフサイズ（地上波）：奈良テレビ、京都テレビ

中面・第2テレビ面
- ハーフサイズ：サンテレビ、テレビ和歌山、びわ湖テレビ、三重テレビ

中面・ラジオ面
- 滋賀県と同じ。

#### 和歌山県
最終面・テレビ面
- フルサイズ：NHKテレビ、NHK Eテレ、MBSテレビ、ABCテレビ、カンテレ、読売テレビ、テレビ和歌山
- ハーフサイズ（地上波）：奈良テレビ、テレビ大阪

中面・第2テレビ面
- ハーフサイズ：サンテレビ、東海テレビ、CBCテレビ、メ〜テレ

中面・ラジオ面
- AM：朝日 ABCラジオ、Mラジ MBS、和歌山 WBS、大阪 OBC、関西 CRK、四国 JRT、CBCラジオ CBC、TOKAI RADIO SF
- FM：FM大阪、FM802、Kiss FM、FM三重、α-Station、FM徳島、FM COCOLO

#### 三重県伊賀
最終面・テレビ面
- フルサイズ：NHKテレビ、NHK Eテレ、MBSテレビ、ABCテレビ、カンテレ、読売テレビ

※NHK(総合)テレビのリモコンキーIDは、読売・毎日の伊賀版と違い、津放送局の3が表記されているが、番組内容は大阪放送局のものが掲載されている（津・名古屋基準の番組は収録されていないが、ローカル枠で「（三重別）」の表記はある）。尚、産経も同様に津放送局の3が表記されているが、番組内容も津放送局のものが掲載されている。
- ハーフサイズ（地上波）：三重テレビ、メ〜テレ、東海テレビ、中京テレビ

中面・第2テレビ面
- ハーフサイズ：CBCテレビ、テレビ大阪、奈良テレビ、テレビ和歌山

中面・ラジオ面
- AM：朝日 ABCラジオ、Mラジ MBS、大阪 OBC、和歌山 WBS、TOKAI RADIO SF、CBCラジオ CBC、関西 CRK、京都 KBS
- FM：FM三重、FM大阪、FM802、α-Station、Kiss FM、e-radio、FM COCOLO

#### 富山県
最終面・テレビ面
- フルサイズ：NHKテレビ、NHK Eテレ、KNBテレビ、BBT、チューリップテレビ、HAB、UX新潟テレビ21
- ハーフサイズ（地上波）：MROテレビ、石川テレビ

中面・第2テレビ面
- ハーフサイズ：新潟放送、東海テレビ、中京テレビ、テレビ金沢

中面・ラジオ面
- AM：北日本 KNB、新潟放送 BSN、福井 FBC、北陸 MRO、京都 KBS、朝日 ABCラジオ、Mラジ MBS（KNBとBSNはハーフサイズ、KBSは極小サイズ×2行）
- FM：FMとやま、FM新潟、FM石川、FM長野、FM福井、FM大阪、e-radio

#### 石川県
最終面・テレビ面
- フルサイズ：NHKテレビ、NHK Eテレ、HAB、MROテレビ、石川テレビ、テレビ金沢、KNBテレビ
- ハーフサイズ（地上波）：FBCテレビ、福井テレビ

中面・第2テレビ面
- ハーフサイズ：チューリップテレビ、BBT、ABCテレビ、カンテレ（2023年3月31日でMBSテレビの掲載を終了、以前は読売テレビも掲載されていた）

中面・ラジオ面
- AM：北陸 MRO、福井 FBC、北日本 KNB、山陰 BSS、朝日 ABCラジオ、Mラジ MBS、大阪 OBC、京都 KBS
- FM：FM石川、FMとやま、FM福井、FM新潟、α-Station、FM大阪、e-radio

#### 福井県
最終面・テレビ面
- フルサイズ：NHKテレビ、NHK Eテレ、FBCテレビ、福井テレビ、MROテレビ、HAB
- ハーフサイズ（地上波）：京都テレビ（2023年3月31日まではフルサイズ）、びわ湖テレビ、石川テレビ、テレビ金沢

中面・第2テレビ面
- ハーフサイズ：MBSテレビ、ABCテレビ、カンテレ、読売テレビ

中面・ラジオ面
- AM：福井 FBC、北陸 MRO、北日本 KNB、山陰 BSS、朝日 ABCラジオ、Mラジ MBS、大阪 OBC、京都 KBS
- FM：FM福井、FM石川、FMとやま、α-Station、FM大阪、e-radio、FM COCOLO

#### 岡山県
最終面・テレビ面
- フルサイズ：NHKテレビ、NHK Eテレ、瀬戸内海テレビ、RSKテレビ、OHKテレビ、西日本テレビ、TSCテレビせとうち
- ハーフサイズ（地上波）：広島テレビ、サンテレビ

中面・第2テレビ面
- ハーフサイズ：RCCテレビ、ABCテレビ、カンテレ、読売テレビ

中面・ラジオ面
- AM：山陽 RSK、西日本 RNC、中国 RCC、四国 JRT、朝日 ABCラジオ、Mラジ MBS、大阪 OBC、関西 CRK
- FM：FM岡山、FM香川、広島FM、Kiss FM、FM大阪、FM802、FM徳島

#### 広島県
最終面・テレビ面
- フルサイズ：NHKテレビ、NHK Eテレ、広島ホームテレビ、RCCテレビ、広島テレビ、テレビ新広島、TSCテレビせとうち
- ハーフサイズ（地上波）：瀬戸内海テレビ、南海テレビ

中面・第2テレビ面
- ハーフサイズ：RSKテレビ、テレビ愛媛、OHKテレビ、山口放送

中面・ラジオ面
- AM：RCC 中国、BSS 山陰、RSK 山陽、RNB 南海、ABC 朝日、MBS エムラジ、OBC 大阪、RNC 西日本
- FM：広島FM、FM愛媛、FM山陰、FM岡山、FM山口、FM香川、FM802

#### 徳島県
最終面・テレビ面
- フルサイズ：NHKテレビ、NHK Eテレ、四国テレビ、MBSテレビ、ABCテレビ、カンテレ、読売テレビ
- ハーフサイズ（地上波）：サンテレビ、テレビ大阪

中面・第2テレビ面
- ハーフサイズ：テレビ和歌山、RSKテレビ、西日本テレビ、瀬戸内海テレビ

中面・ラジオ面
- AM：四国 JRT、和歌山 WBS、西日本 RNC、高知 RKC、朝日 ABCラジオ、Mラジ MBS、大阪 OBC、関西 CRK
- FM：FM徳島、FM香川、FM大阪、FM802、Kiss FM、FM高知、FM COCOLO

#### 香川県
最終面・テレビ面
- フルサイズ：NHKテレビ、NHK Eテレ、瀬戸内海テレビ、西日本テレビ、RSKテレビ、OHKテレビ、TSCテレビせとうち
- ハーフサイズ（地上波）：ABCテレビ、MBSテレビ

中面・第2テレビ面
- ハーフサイズ：カンテレ、サンテレビ、読売テレビ、南海テレビ

中面・ラジオ面
- AM：山陽 RSK、西日本 RNC、中国 RCC、南海 RNB、朝日 ABCラジオ、Mラジ MBS、大阪 OBC、関西 CRK
- FM：FM香川、FM岡山、Kiss FM、FM大阪、FM802、FM愛媛、FM徳島

#### 愛媛県
最終面・テレビ面
- フルサイズ：NHKテレビ、NHK Eテレ、愛媛朝日、南海テレビ、テレビ愛媛、あいテレビ
- ハーフサイズ（地上波）：TSCテレビせとうち、瀬戸内海テレビ、広島ホームテレビ、テレビ新広島

中面・第2テレビ面
- ハーフサイズ：西日本テレビ、RCCテレビ、広島テレビ、OHKテレビ

中面・ラジオ面
- AM：南海 RNB、西日本 RNC、中国 RCC、山陽 RSK、朝日 ABCラジオ、Mラジ MBS、大阪 OBC、四国 JRT
- FM：FM愛媛、FM香川、広島FM、FM山口、FM高知、FM徳島、FM岡山

#### 高知県
最終面・テレビ面
- フルサイズ：NHKテレビ、NHK Eテレ、高知放送、テレビ高知、さんさんテレビ、瀬戸内海テレビ
- ハーフサイズ（地上波）：南海テレビ、四国テレビ、愛媛朝日、テレビ愛媛

中面・第2テレビ面
- ハーフサイズ：西日本テレビ、TSCテレビせとうち、宮崎テレビ、大分放送

中面・ラジオ面
- AM：高知 RKC、南海 RNB、西日本 RNC、四国 JRT、朝日 ABCラジオ、Mラジ MBS、大阪 OBC、和歌山 WBS
- FM：FM高知、FM愛媛、FM徳島、FM香川、FM大阪、FM岡山、FM COCOLO

#### 各版共通
最終面・テレビ面
- ハーフサイズ（BS）：NHK BS、NHK BSP4K
- クォーターサイズ：BS日テレ、BS朝日、BS-TBS、BSテレ東、BSフジ、WOWOWプライム、BS11 イレブン

※2011年4月からNHKデジタル衛星ハイビジョンが廃止され、2チャンネルに再編されたため、BS日テレ以後のチャンネルはそれぞれ1箇所ずつ左に寄せるようにし、BSフジの右隣は広告となったが、2011年10月からはBSの新規開局によりWOWOWプライム（旧・WOWOWデジタル）が掲載されている。
中面・第2テレビ面
- クォーターサイズ：WOWOWライブ、同シネマ、BS10、BS10スターチャンネル、BSアニマックス、J SPORTS1、同2、BS日本映画専門、ディズニーチャンネル、J:COM BS、BS12 トゥエルビ、NHK BS8K、BSよしもと、放送大学テレビ、放送大学ラジオ、スカイA、時代劇専門チャンネル、テレ朝チャンネル1、同2

中面・ラジオ面
- AM：NHK第1、NHK第2
- FM：NHK-FM
- 短波：ラジオNIKKEI

### 夕刊
最終面・テレビ面
- フルサイズ：NHKテレビ、NHK Eテレ、MBSテレビ、ABCテレビ、カンテレ、読売テレビ、テレビ大阪、サンテレビ、京都テレビ

中面・第2テレビ面
- ハーフサイズ（BS）：NHK BS、NHK BSP4K、WOWOWプライム
- クォーターサイズ（BS）：BS日テレ、BS朝日、BS-TBS、BSテレ東、BSフジ、WOWOWライブ、同シネマ、スターチャンネル、BS11 イレブン、BS12 トゥエルビ（WOWOWは他より小さめ）
- 極小サイズ（BS・CS）：テレ朝チャンネル1、同2、スカイA、CNNj、BBCニュース、J SPORTS1、MTV、ミュージック・エア

中面・ラジオ面
- AM：NHK第1、NHK第2、朝日 ABCラジオ、Mラジ MBS、大阪 OBC、関西 CRK、京都 KBS
- FM：NHK-FM、FM大阪、FM802、Kiss FM、α-Station

### 週間番組表(beテレビ)

#### 大阪府、兵庫県
- ハーフサイズ（地上波）：NHKテレビ、NHK Eテレ、MBSテレビ、ABCテレビ、カンテレ、読売テレビ
- クォーターサイズ（地上波。やや大きめ）：テレビ大阪、サンテレビ、京都テレビ

#### 京都府、滋賀県
- ハーフサイズ（地上波）：大阪、兵庫と同一
- クォーターサイズ（地上波。やや大きめ）：京都テレビ、びわ湖テレビ、テレビ大阪

#### 奈良県
- ハーフサイズ（地上波）：大阪、兵庫と同一
- クォーターサイズ（地上波。やや大きめ）：テレビ大阪、奈良テレビ、京都テレビ

#### 和歌山県
- ハーフサイズ（地上波）：大阪、兵庫と同一
- クォーターサイズ（地上波。やや大きめ）：テレビ和歌山、奈良テレビ、サンテレビ

#### 富山県
- ハーフサイズ（地上波）：NHKテレビ、NHK Eテレ、KNBテレビ、BBT、チューリップテレビ、HABテレビ
- クォーターサイズ（地上波。やや大きめ）：MROテレビ、石川テレビ、テレビ金沢

#### 石川県
- ハーフサイズ（地上波）：NHKテレビ、NHK Eテレ、HABテレビ、MROテレビ、石川テレビ、テレビ金沢
- クォーターサイズ（地上波。やや大きめ）：KNBテレビ、BBT、チューリップテレビ

#### 福井県
- ハーフサイズ（地上波）：NHKテレビ、NHK Eテレ、FBCテレビ、福井テレビ、MROテレビ、HABテレビ
- クォーターサイズ（地上波。やや大きめ）：京都テレビ、びわ湖テレビ、石川テレビ

#### 岡山県
- ハーフサイズ（地上波）：NHKテレビ、NHK Eテレ、瀬戸内海テレビ、RSKテレビ、OHKテレビ、西日本テレビ
- クォーターサイズ（地上波。やや大きめ）：TSCテレビせとうち、広島テレビ、サンテレビ

#### 徳島県
- ハーフサイズ（地上波）：NHKテレビ、NHK Eテレ、四国テレビ、MBSテレビ、ABCテレビ、カンテレ
- クォーターサイズ（地上波。やや大きめ）：読売テレビ、サンテレビ、テレビ大阪

#### 香川県
- ハーフサイズ（地上波）：NHKテレビ、NHK Eテレ、瀬戸内海テレビ、RSKテレビ、OHKテレビ、西日本テレビ
- クォーターサイズ（地上波。やや大きめ）：TSCテレビせとうち、ABCテレビ、MBSテレビ

#### 高知県
- ハーフサイズ（地上波）：NHKテレビ、NHK Eテレ、高知放送、テレビ高知、さんさんテレビ、瀬戸内海テレビ
- クォーターサイズ（地上波。やや大きめ）：西日本テレビ、愛媛朝日、南海テレビ

#### 各版共通
- ハーフサイズ〔BS）：NHK BS
- クォーターサイズ（BS。やや大きめ）：WOWOWプライム
- クォーターサイズ：NHK BSP4K、BS日テレ、BS朝日、BS-TBS、BSテレ東、BSフジ
- 極小サイズ：BS11 イレブン、BS12 トゥエルビ